# Quinto Álio Máximo
Quinto Álio Máximo (em latim: Quintus Allius Maximus) foi um senador romano nomeado cônsul sufecto em 49 com Lúcio Mâmio Polião. Foi também legado imperial na África.